# Фукуяма Дзюн
Дзюн Фукуяма (яп. 福山 潤) — японський сейю. Народився 26 листопада 1978 року в місті Фукуяма, префектура Хіросіма, виріс у місті Такацукі, префектура Осака, Японія.
Фукуяма — володар двох Премій Сейю: у 2007 році він отримав премію за головну чоловічу роль (роль Лелуша Ламперужа в аніме «Code Geass») Шаблон:Seiyu Awards, а у 2009 році — новозаснованій «Премії зарубіжних шанувальників» (海外 ファン 賞).

## Ролі

### Аніме

#### 1999 рік
- ГАНДАМ: Об'єднання — Кейт Лейдзі.

#### 2000 рік
- Mutekioh Tri-Zenon — Акіра Камуі.
- Boogiepop Phantom — Масами Саотоме, Фантом Мантикора.

#### 2001 рік
- Хеллсинг: війна з нечистю — Помічник (еп. 3).
- Haré+Guu — Гаррі.
- Арена Ангелів — Котаро Кобаясі.

#### 2002 рік
- Witch Hunter Robin — Харута Сакакі.
- Фортепіано — Кадзуо Такахасі.
- Дитячий клас [ТВ-1] — Твідлдам;
- Гравіона — Тога Тенкудзі.
- Гарячий Хлопець Джей — Іан Нарс.
- Dragon Drive - Агент Джі (еп. 22).
- Тенті - зайвий! [ТВ-3] — Алан.

#### 2003 рік
- Ямі, Капелюх і ті, хто подорожує по книзі — Ая.
- Сталева тривога — Іссей Цубакі.
- Світ Наруе — Масакі Мару.
- Digi Charat Nyo — Нед.
- Bouken Yuuki Pluster World — Битома.
- E'S — Дзюма.
- Memories Off 2 — Сета Накаморі.
- Rockman.EXE Axess — Серчман.

#### 2004 рік
- Граф Монте-Крісто (аніме) — Альберт де Морсер;
- Бліч — Аясегава Юмітіка / Мідзуіро Кодзіма.
- W - Wish — Дзюн Тоно.
- Onmyou Taisenki — Ріку Татібана.
- Мобільний воїн Ганді: Прихована Однорічна війна — Хідето Васія.
- Мадлакс — Айнс.
- Гравіона 2 — Тога Тенкудзі.
- Ueki no Housoku — Анон.

#### 2005 рік
- Священні звірі OVA — Пандора.
- Rean no Tsubasa — АСАП Судзукі.
- Cluster Edge — Берил.
- Loveless — Яеї Сіойрі.
- Gunparade March — Юто Такеуті.
- Для серця 2 — Такакі Коно.
- Щаслива сімка — Кікуносуке.
- Триплексоголік — Фільм — Кіміхіро Ватанукі.
- Моя дівчина - бездоганна зброя OVA — Рехей.
- Tsubasa Chronicle (1-й сезон) — Ватанукі.
- Скляна маска [ТВ-2] — Ю Сакуракодзі.
- Karin — Макото Фудзітані.
- Hell Girl — Гілл д'Ронфелл.
- Eureka 7 — Норб (молодий).
- The Glass Rabbit — Юкіо ЕІ.

#### 2006 рік
- ×××HOLiC (перший сезон) — Кіміхіро Ватанукі.
- Бліч (фільм перший) — Юмітіка Аясегава
- Код Гіасс: Повсталий Лелуш (перший сезон) — Лелуш Ламперуж
- Busou Renkin — Кадзукі Муто
- Юний майстер Інь-Ян — Тосицугу Фудзівара.
- Золота струна — Кейіті Симідзу.
- Братство чорної крові — Зельман Клок.
- Невинний Венус — Чінран.
- Мобільний воїн Ганді: Старгейзер — Сол Рюуне Ланге.
- Хроніка Крил (сезон другий) — Ватанукі.
- Mitsu x Mitsu Drops — Тиха Юріока.
- Мобільний воїн Ганді: Апокаліпсис 0079 — Хідето Васія.
- Inukami! — Кейта Кавахіра.
- Gakuen Heaven — Кейті Іто
- Принц тенісу OVA — 1 — Осітарі Кеня.
- Princess Princess — Тору Коно.

#### 2007 рік
- У гонитві за примарою — Масаюки Накадзима.
- Війна зверобогов: Хроніки героїв — Тайгатей.
- Rental Magica — Іцукі Іба.
- KimiKiss: Pure Rouge — Акіра Хіірагі.
- Принц тенісу OVA-2 — Осітарі Кеня.
- Замахнемся сильніше — Косуке Ідзумі.
- Священні звірі [ТВ-2] — Первосвященник Пандора.
- Лунная миля (перший сезон) — Малик Алі Мухаммад.
- Для серця 2 OVA-1 — Такакі Коно.
- Грошей немає! — Юкія Аясе.
- Kaze no Stigma — Тацуя Серідзава.
- Hayate the Combat Butler — Puppet Butler.
- Грей-мен — Рікей.

#### 2008 рік
- Лицар-вампір (два сезони) — Ханабуса Айдо.
- Спецкласах «А» — Кей Такісіма.
- Код Гіасс: Повсталий Лелуш (другий сезон) — Лелуш Ламперуж.
- Амацукі — Токідокі Рікуго.
- Макросс Фронтир — Лука Ангелоні.
- Триплексоголік (другий сезон) — Кіміхіро Ватанукі.
- Для серця OVA 2 — Такакі Коно.
- Вовчиця і прянощі — Крафт Лоренс.
- Темний дворецький (сезон перший) — Грелл Саткліфф.
- Бліч (фільм третій) — Юмітіка Аясегава.
- Switch — Кай Це.
- Linebarrels of Iron — Хісатака Като.
- Sekirei (сезон перший) — Хаято Мікоґамі.

#### 2009 рік
- Сьомий Дух — Хакура Оак.
- Akikan! — Какеру Дайті.
- Kin'iro no Corda ~ secondo passo ~ — Симідзу Кейіті.
- Sora o kakeru shoujo — Леопард, ФОН
- Серця Пандори — Вінсент Найтрей.
- Nyan Koi! — Тама, Харухико Ендо.
- Вовчиця і прянощі (2 сезон) — Крафт Лоуренс.
- Valkyria Chronicles — принц Максиміліан.
- Tegami Bachi — Гош Суейд.
- TO — Іон.
- Saint Seiya: The Lost Canvas - Meiou Shinwa — Каґахо.
- Для серця 2 OVA 3 — Такакі Коно.
- Saki — Кетаро Суга.
- Shangri-La — Сіон Імако.
- Valkyria Chronicles — Максиміліан.
- Hanasakeru Seishounen — Карл Розенталь.
- Lupin III vs. Detective Conan — Гілл Коул Веспаранд.
- Vipers Creed — Харукі.

#### 2010 рік
- Зрада Знає Моє Ім'я — Цукумі Мурасаме.
- Jewelpet Twinkle — Діан,
- Замахнемся сильніше (сезон другий) — Косуке Ідзумі,
- Mudazumo Naki Kaikaku: The Legend of Koizumi — Тайдзо Сугімура.
- Durarara!! — СІНР Кісітані.
- Темний дворецький (сезон другий) — Грелл Саткліфф,
- MM! — Таро Садо,
- Nurarihyon no Mago — Ріку Нура,
- Легенда про легендарних героїв — Райнер Лют,
- Starry Sky — Адзуса Кіносе,
- Togainu no Chi — Рін,
- Star Driver: Kagayaki no Takuto — Сугата Синдо,
- Tegami Bachi Reverse — Гош Суейд,
- Для серця 2 OVA 4 — Такакі Коно,
- Sekirei (сезон другий) — Хаято Мікоґамі.

#### 2011 рік
- Синій Екзорцист — Юкіо Окумура,
- Країна чудес смертників — Рокуро Бунд,
- Itsuka Tenma no Kuro Usagi — Хіната Куренай,
- Nurarihyon no Mago: Sennen Makyou — Ріку Нура,
- Nyanpire The Animation — Нянтенсі,
- Horizon in the Middle of Nowhere — Торі Аой,
- Вигнанець (аніме) — Орлан,
- Working!! — Сота Таканасі,
- Battle Spirits: Heroes — Тегамару Танаса,
- Аліса в Країні Сердець: Чудовий Світ Чудес — Твідл Ді / Твідл Дам.

#### 2012 рік
- K — Мисак Ята,
- Arcana Famiglia — Ліберті,
- Chuunibyou Demo Koi ga Shitai! — Юта Тогасі,
- Hyouka — Дзиро Танабе,
- Natsuyuki Rendezvouz — Ацуси Сімао,
- Кафе "У Білого ведмедя" — Панда,
- Паладин на поле — Сугуру Айдзава,
- Ixion Saga DT — Маріан,
- Magi — Касім,
- Kyoukaisen-jou no Horizon II — Торі Аой,
- Kingdom — Гей Сей,
- Phi Brain: Kami no Puzzle — Гаммон Саканое,
- Для серця 2 OVA 5 — Такаакі Коно.

#### 2013 рік
- Герой при заклятому ворогу — Герой,
- Arve Rezzle: Kikaijikake no Yousei-tachi — Рему Мікаге,
- RDG: Red Data Girl — Юкімаса Сагара,
- Mushibugyou — Нагатомімару,
- Kakumeiki Valvrave — А-драй,
- Makai Ouji — Кевін Сесіл,
- Баскетбол Курок — ханам Макото.

#### 2014 рік
- Chuunibyou Demo Koi ga Shitai! Ren — Юта Тогасі.

### Відеоігри
- Danganronpa 2: Goodbye Despair — Терутеру Ханамура[1]